# Flygplan

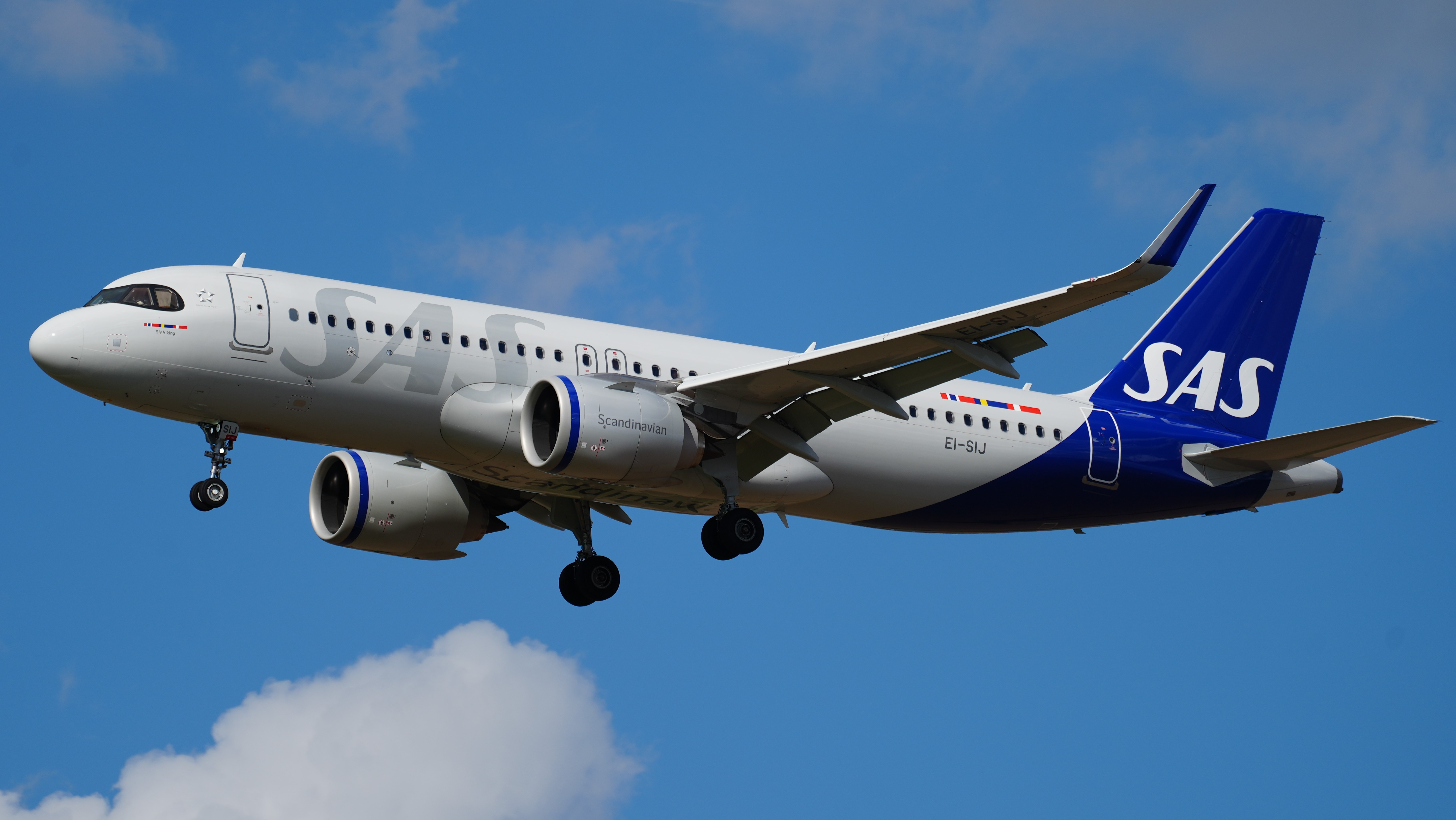
Airbus A320

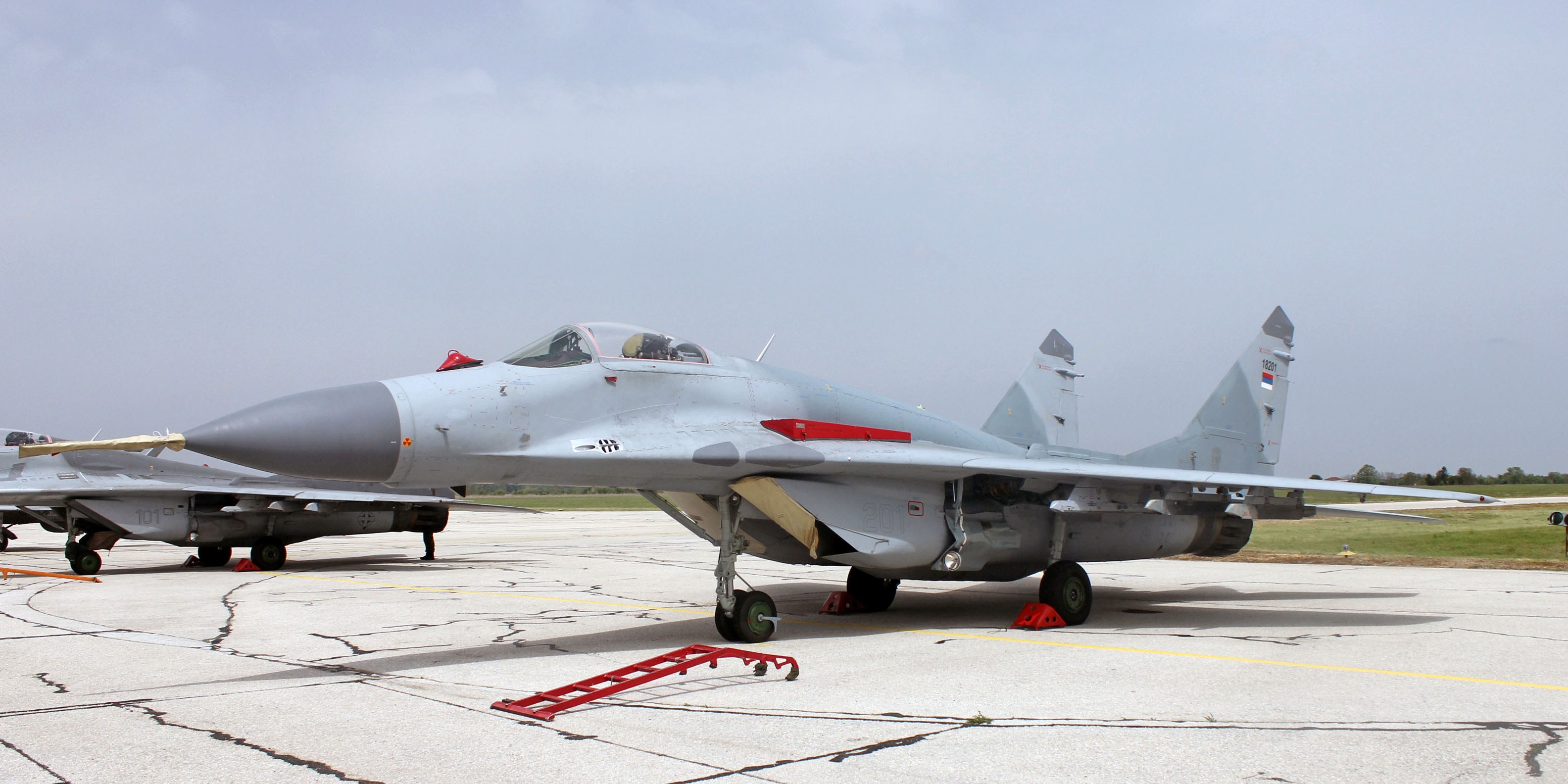
Mikojan-Gurevitj MiG-29

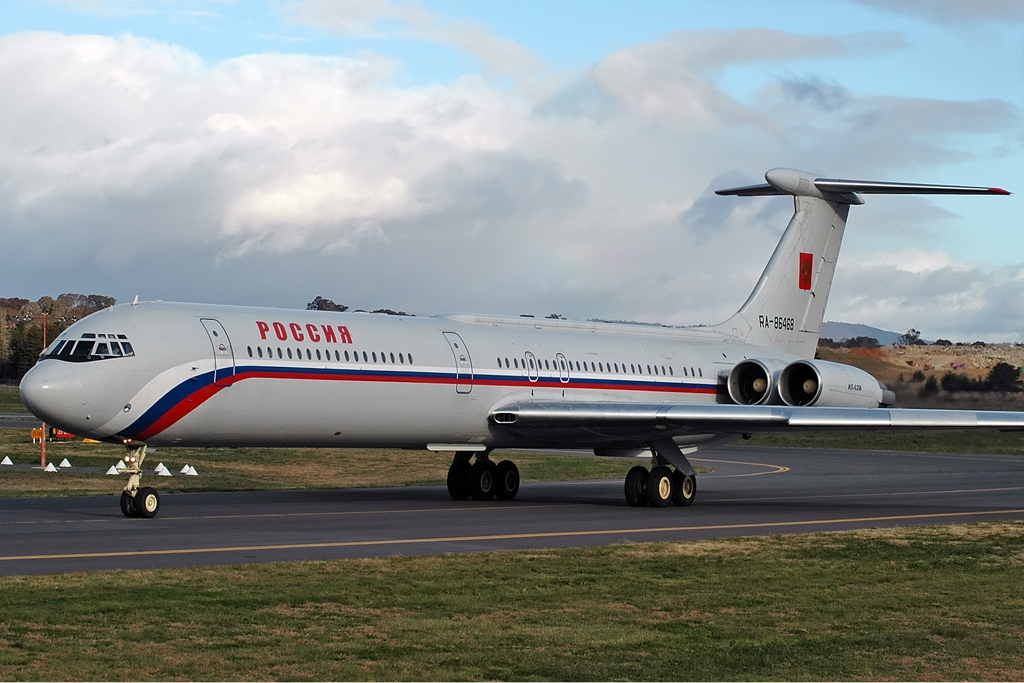
Iljusjin Il-62

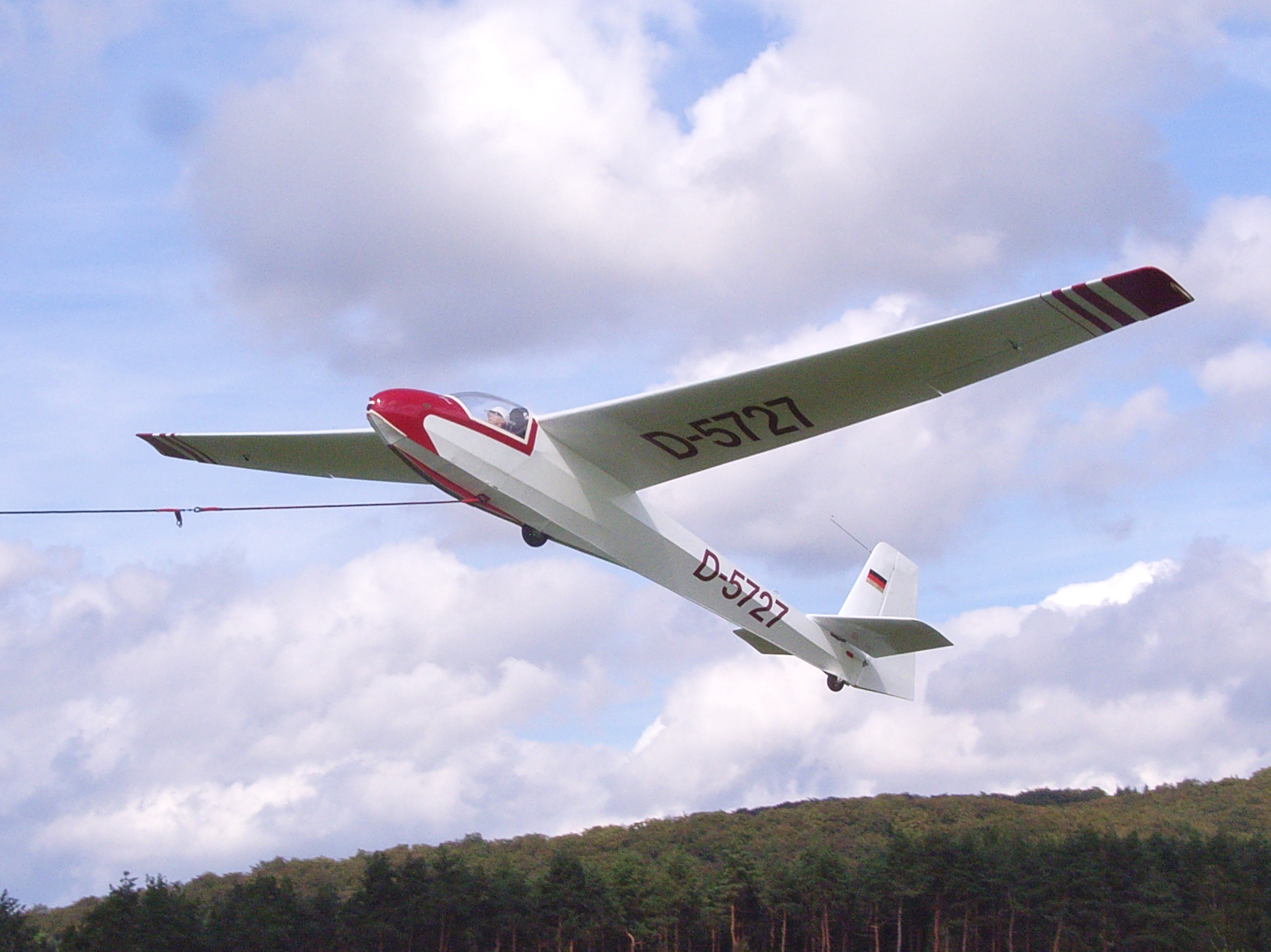
Segelflygplan Schleicher K 8.

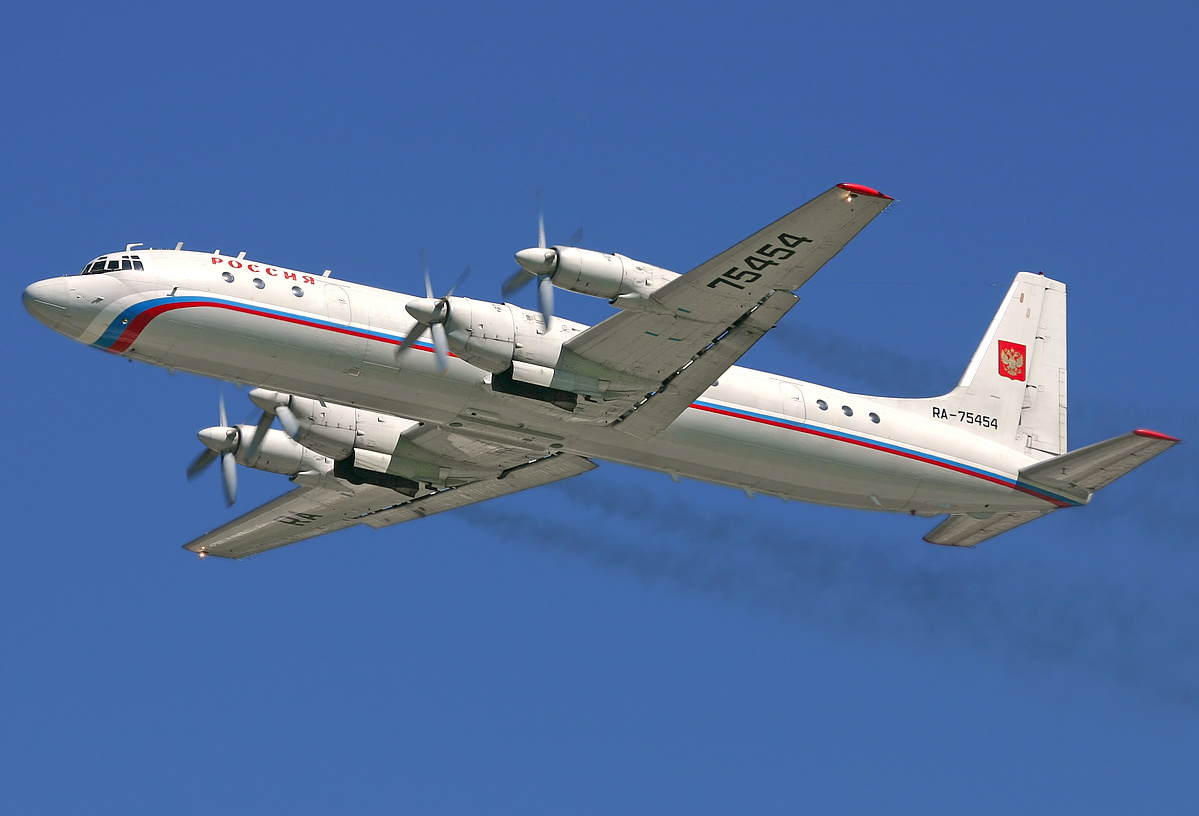
Iljusjin Il-18

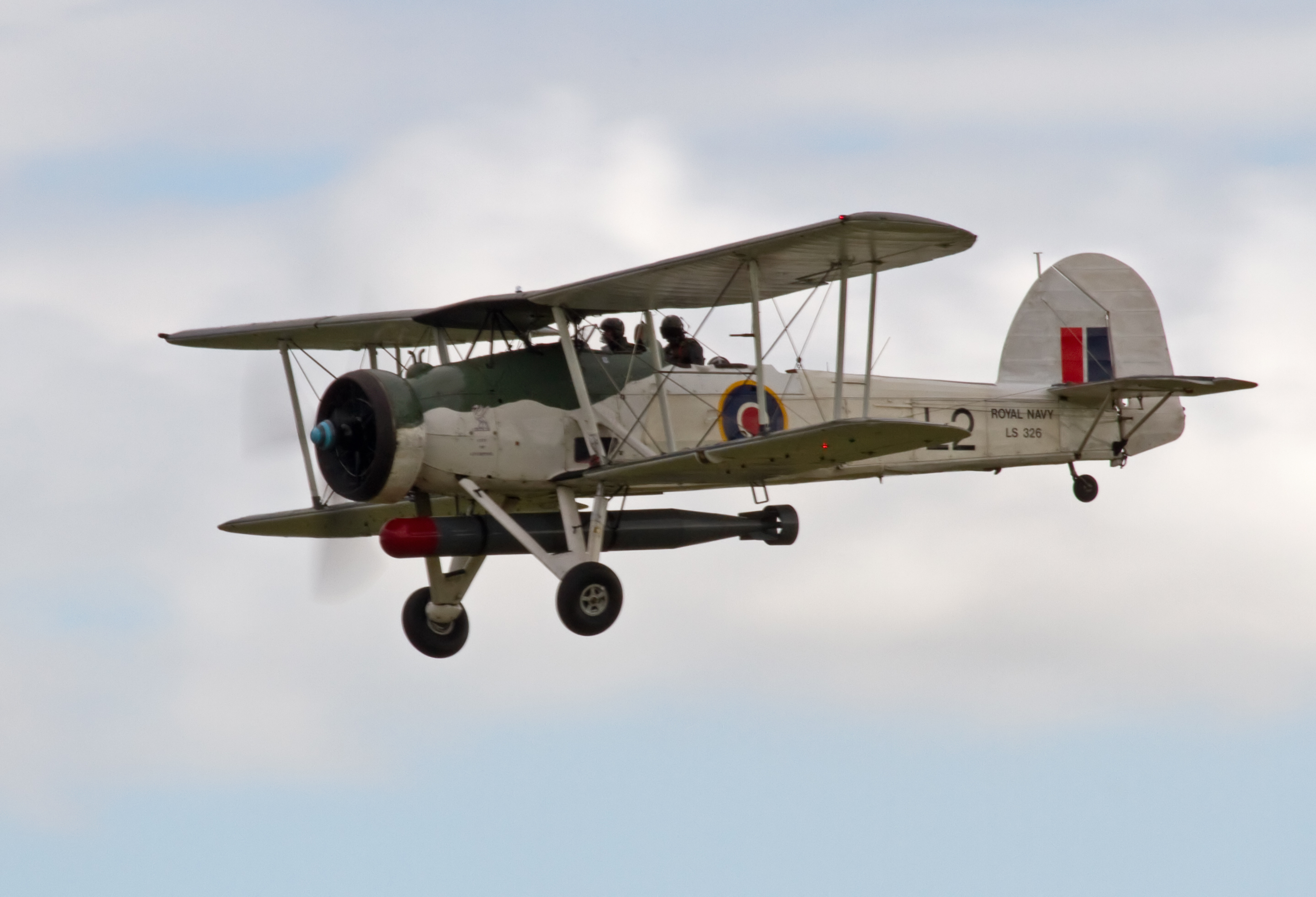
Fairey Swordfish.

Flygplan eller aeroplan är en grupp luftfarkoster inom huvudgruppen aerodyner (bärplanförsedda luftfarkoster som är tyngre än luft, vars lyftkraft alstras av den luftströmning som uppkommer kring bärplanen då dessa rör sig genom luften), vars bärplan, så kallade vingar, är av fast konstruktion (ej flaxar eller roterar under gång) och framdrivs med hjälp av en kraftkälla bestående av motor med propeller eller reaktionsaggregat, såsom en raket- eller jetmotor; jämte rotorplan, som har bärytor som roterar i förhållande till kroppen, varigenom lyftkraften uppkommer.
Flygplan startar och landar traditionellt på så kallade landningsbanor (även startbanor), vilka finns anlagda på flygfält eller flygplatser med mera. De används bland annat för transport av människor, frakt av varor, forskning, nöje eller sport (t.ex. segelflyg), men även militära ändamål i olika grenar, såsom spaning och strid. De som har utbildning att framföra flygplan kallas pilot (pilotutbildning) medan de som aktuellt för flygplan (flyger) kallas flygförare (förkortat FF), alternativt flygkapten om de har befäl över andra flygförare och personal ombord ett flygplan.
Den första belagda, kontrollerade flygningen med en luftfarkost tyngre än luft (ett glidflygplan) genomfördes av Otto Lilienthal år 1891 i utkanten av Berlin. Den första belagda flygningen med ett flygplan framdriven av motorkraft genomfördes av Bröderna Wright i Kitty Hawk i North Carolina den 17 december 1903. Den teknik som låg till grund för deras framgång hade till stor del provats ut av andra pionjärer, men de gjorde även egna prov i en egentillverkad vindtunnel.

## Etymologi
De tidiga begreppen för flygplansliknande konstruktioner var enkelt flygmaskin. Svenska Akademiens ordbok omnämner flygmaskin 1846 som "om med vingar försedd luftballong". Runt samma period under 1800-talet följer flera begrepp i Europa som börjar med förledet aero (klassisk grekiska för "luft"), såsom aeronautik, luftseglingens konst, aeronaut, en professionell "luftseglare", och aerostat, "luftburna" fordon som kan stå "statiskt" i luften (aero + stat), ett fintekniskt ord för luftballonger. Av detta myntas slutligen aéroplane på franska under slutet av 1800-talet, en kombination av aero (luft) och plan (bärplan), vilket sedan spreds till de olika europeiska språken (jämför engelska: aeroplane, senare airplane).
Enligt kungliga bibliotekets tidningsarkiv användes den svenska översättningen aeroplan för första gången i svenska dagstidningar under januari 1893, när uppfinnare Hiram Maxim (uppfinnaren av den första automatiska kulsprutan) skulle utprova en experimentell flygplanskonstruktion. Göteborgskurirens dagsblad 27 januari 1893 använder begreppet flygmaskin och aeroplan synonymt.
Det moderna begreppet flygplan infördes i svenskan 1913 och började då ersatta ordet 'aeroplan'.

## Historia
I Europa skissade Leonardo da Vinci (1452-1519) på de första flygplansliknande konstruktionerna; en flaxande konstruktion driven av muskelkraft, en helikopter och även en fallskärm. Det kom inte längre än till skisser, då det inte fanns någon drivkälla som kunde få konstruktionerna i luften. 
I Europa började under 1700-talet de första experimenten med varmluftballonger, även kallade Montgolfièrer, och senare samma sekel utvecklades vätgasballonger. Man började snart experimentera med framdrivning, men de första riktiga luftskeppen kom först med kolvmotorerna, som började utvecklas i början av 1900-talet. Luftskeppen fick en snabb utveckling fram till den stora, spektakulära olyckan med Hindenburg i New York 1937.
Under slutet på 1800-talet experimenterades på många håll med flygning enligt principen tyngre än luft. Tysken Otto Lilienthal var troligen den förste som flög ett friflygande glidflygplan. Han gjorde försök och mätningar på modeller och många bemannade glidflygningar 1891–1895. Innan han kunnat verifiera sina teorier om flygning med hjälp av kolvmotordriven propeller, omkom han 1896 vid ett haveri under experimentet. Även i Frankrike och England utfördes aerodynamiska studier och försök, av Percy Pilcher, Octave Chanute och Augustus Moore Herring men inga lyckades, därför att det inte fanns någon bra drivkälla. Man experimenterade även med ångmaskiner, men flygmaskinerna blev för tunga för att kunna lyfta.
De amerikanska bröderna Wright följde med stort intresse Lilienthals planer. De experimenterade med flera modeller, konstruerade en förbränningsmotor som installerades i ett biplan med två skjutande propellrar. De lyckades 1903 göra den första flygningen. Detta blev inledning till en mycket snabb utveckling, som möjliggjordes av kolvmotorutvecklingen.
Bröderna Wright hemlighöll sina flygförsök, och många av de övriga pionjärerna sökte sig fram andra vägar. I Frankrike framträdde brasilianaren Alberto Santos-Dumont med ett flygplan och lyckades 1906 fullborda ett luftsprång av 60 meter i längd, samt kort därefter den första flygningen med en varaktighet av 21 sekunder. 1907 överträffades hans flygning av Henri Farman.
Efter detta gick utvecklingen raskt framåt. En engelsk tidning satte ut ett pris på 1000 pund till den första som flög över Engelska kanalen. Vinnaren blev fransmannen Louis Blériot som flög sträckan i juli 1909. Efter det började flygindustrin utvecklas i snabb takt. I Sverige byggdes det första planet 1909–1910. År 1919 invigdes det första reguljärflyget som gick mellan London och Paris. 1929 byggdes det första planet drivet av fyra motorer; Junkers G 38. Det kunde ta 19 passagerare och flyga på 3100 meters höjd. 
Flygplanet fortsatte att utvecklas under världskrigen. Under första världskriget hade man utvecklat plan som kunde komma upp i 200 km/h och under andra världskriget kunde de komma upp i över 650 km/h. Vissa plan, som till exempel Messerschmitt Me 163 med raketmotor, uppnådde hastigheter upp emot 960 km/h.

## Aeronautik
Tekniken, läran och konsten om luftsegling och flygteknik kallas i traditionella sammanhang för aeronautik (vetenskapen om luftfärd) och utgör grunden för flygfarkoster, flygkonstruktion och luftfart modern luftfart.

### Lyftkraft, aerodynamik
För att ett flygplan ska kunna flyga måste det generera en lyftkraft som i planflykt är lika stor som sin tyngd samt ha tillgång till en dragkraft som är minst lika stort som sitt luftmotstånd. Lyftkraft genereras när flygplanets vinge tvingas framåt genom luften och på grund av sin anfallsvinkel (vingens vinkel mot den kommande luftströmmen ) accelererar luft tvärs vingens rörelseriktning, i normalfallet nedåt. För att accelerera luften utövar vingen en kraft på denna (översidan suger ner luft och undersidan trycker ner luft). För detta ska hända enklare så används vingklaffar för att flygmaskinen ska lyfta lättare. Denna kraft motsvaras av en lika stor motkraft som luften utövar på vingen enligt Newtons tredje lag. Denna motkraft är lyftkraften. Lyftkraften ökar med farten och med vingens anfallsvinkel upp till den gräns där vingen överstegras. Tillräcklig lyftkraft kan erhållas genom lämpliga kombinationer av fart och anfallsvinkel (högre fart kräver lägre anfallsvinkel och tvärtom). En vingprofil (motsvarande vingens lodräta genomskärning i flygriktningen) har strömlinjeform och är oftast något välvd för att ge ett lämpligt förhållande mellan lyftkraft och motstånd beroende på typ av flygplan. Ett flygplan speciellt avsett för avancerad flygning har ofta en symmetrisk vingprofil för att ha god manöverförmåga i alla flyglägen, även i ryggläge. Nödvändig framdrivningskraft, dragkraft, genereras genom en lämplig framdrivningsanordning samt även av tyngdkraften när flygplanet sjunker eller dyker mot lägre höjd. Tyngdkraften är tillsammans med termik den enda drivkällan för segelflygplan. Beroende på avsett användningsområde och önskade prestanda anpassas vingprofil, vingform i övrigt och vingyta för varje typ av flygplan, liksom kroppsstorlek och kroppsform, framdrivningsanordning, vikt samt stabiliserings- och styrytor. Flygkroppen med dess nyttolast (passagerare och last) ger normalt ett mycket stort bidrag till flygplanets vikt och luftmotstånd. Vid start från kort bana (kort accelerationssträcka för att uppnå tillräcklig fart) och start från hög höjd (tunn luft) måste flygplanets totalvikt därför oftast minskas jämfört med normalfallet. I sådana fall tillåts färre passagerare eller mindre last, även bränsle, än normalt.

### Flygmotor, framdrift
Kraften till den framåtriktade rörelsen kommer i trafikflygplan från antingen en propeller fäst vid axeln på en kolvmotor (främst stjärnmotor eller radmotor), alternativt från en jetmotors avgaser (ej utblås). Jetmotorn är i de flesta fall antingen av typ enkelströmsmotor eller dubbelströmsmotor och den senare har en fot i propellerns arbetsprincip då den oftast har en fläkt i den yttre luftflödet. Fläkten drivs av kompressorns axel (med viss nedväxling).
Jetmotorn fungerar genom att kompressorer framtill på motorn (bland annat den stora fläkt som syns framtill på dubbelströmsmotorer) komprimerar luften och trycker in den i brännkammaren under högt tryck. Där sprutas bränslet in och förbränns oavbrutet. Inloppet till brännkammaren har ett mindre tvärsnitt än utloppet, och därför riktas en större del av de svällande avgasernas tryck mot utloppet och turbinen. Turbinen sätts i rörelse av de svällande avgaserna och driver kompressorn då deras axlar är sammankopplade via en kuggväxel (eller så kan kompressor och turbin använda samma axel). Kompressorn trycker då i mer luft i brännkammaren och därmed upprätthålls förbränningen vars avgaser driver turbinen och därmed motorn. Avgaserna har efter turbinen fortfarande högre fart än gashastigheten i inloppet, vilket innebär att det uppstår en kraft framåt i motorn: dragkraft. En turbopropmotor (turbindriven propellermotor) fungerar principiellt på ungefär samma sätt, men här tar turbinen upp en betydligt större del av energin i avgaserna och driver en propeller, som i sin tur skapar framdriften. Detta ger bättre bränsleekonomi vid lägre farter i utbyte mot en lägre topphastighet.

### Plan, styrverk
- 1. Vingöra (virveldämpare)
- 2. Skevroder
- 3. Skevroderklaff (flaperon(en))
- 4. Kåpor för vingklaffinfästningarna
- 5. Nosklaff(en)
- 6. Spaltvinge(en)
- 7. Inre trippelspaltklaff
- 8. Yttre trippelspaltklaff
- 9. Störklaff (lyftkraftspoiler)
- 10. Luftbroms(en)

Exempel på en modernt bärplan (pilvinge).

Plan, inom aeronautik, avser välvda skivor avsedda som bärande eller styrande organ i flygmaskiner, konstruerade efter principen tyngre än luften. Det finns flera olika typer, alla med övergränsande egenskaper, exempelvis: bärplan (vingar) – plan som utgör de huvudsakliga aerodynamiskt bärande ytorna (bärytorna) på flygplan, roderplan (styrplan) – plan som utgör roderblad och roderytor, stabiliseringsplan (stabilitetsplan) – plan som tjänar till att stabilisera flygplan, stjärtplan (stjärtparti) – plan i flygkroppens bakre del som utgör stjärten, stödplan – plan med stödjande eller stabiliserande funktion, etc.
Flygplan manövreras genom att påverka luftströmmen med roder i bakkanten av vingarna, fena och stabilisator, skevroder, sidroder respektive höjdroder. Skevrodren sitter (oftast) längst ut på vingarna och med dem kan flygplanet lutas i sidled/bankas för att underlätta svängar. Fenan får flygplanet att flöjla mot den inströmmande luften och med sidorodret på fenan styr piloten noggrannare i girled. Höjdrodren på den horisontella stabilisatorn, styr planets nos upp eller ner och används när flygplanet skall öka eller minska anfallsvinkeln. Vid låga hastigheter, det vill säga start och landning, fälls klaffar ut i bakkanten av vingen. Dessa ger en mer välvd vingform och ger därmed större lyftkraft vid en given anfallsvinkel och hastighet. En viss typ av klaffar, Fowlerklaffar, ger även en större vingyta som bidrar till en ökning av lyftkraften. Alla typer av klaffar ger också ett högre luftmotstånd, vilket hjälper planet att sakta ner inför landning. Ytterligare luftmotstånd kan erhållas med luftbromsar, som oftast sitter på ovansidan av vingen och används när flygplanet bromsar in efter landning eller i luften.

## Flygplan och miljön
I takt med att människan blivit medveten om miljöförstöring, har flygplan många gånger pekats ut som en stor miljöbov, vilket har stöd i officiell statistik.
Flyg har störst påverkan på klimatet, räknat per passagerare och kilometer. Enligt Trafikverkets hemsida "Dina val gör skillnad" blir klimatpåverkan 8 gånger så stor när en resa sker med flyg jämfört med när den sker med landsvägsbuss som ändå påverkar klimatet mycket mer än om resan sker med tåg.
Internationella klimatpanelen (IPCC) anger enligt LFV:s webbsida att flygtrafiken idag svarar för omkring 2 procent av de globala utsläppen av koldioxid. Tillsammans med utsläppen av kväveoxider, vattenånga och effekter från kondensstrimmor, beräknas flyget svara för 3,5 procent av människans totala påverkan på klimatet. Fram till 2050 kan flygets andel av koldioxidutsläppen stiga till 3 procent och den samlade påverkan på klimatet till 4-15 procent, men mest sannolikt 5-6 procent.
De låga procenttalen betyder dock inte att flygets utsläpp är ett mindre problem - det vore som att säga att Södertälje inte behöver minska sina utsläpp eftersom de är så små i förhållande till resten av världens utsläpp. Det handlar i stället om att välja transportsätt så att utsläppen blir så små som möjligt. Väljer man rätt transportsätt så kan man resa mer i stället för mindre utan att utsläppen ökar, alternativt resa lika mycket som tidigare men med mindre utsläpp. 

## Olika flygplanskonstruktioner
- Monoplan har ett par vingar. Dit kan hänföras de allra flesta flygplan konstruerade efter 1930.
- Biplan, "dubbeldäckare", är flygplan med två vingar, den ena ovanför den andra. Biplan var vanliga i flygets barndom.
- Triplan har tre vingar, Fokker Dr.I är ett välkänt exempel med god manöverduglighet och stigförmåga.
- Kvadrupelvingade flygplan har, som namnet antyder, fyra vingar, den ena ovanför den andra. Som exempel nämns det brittiska P.B.31E Nighthawk (Nattskärra)
- Lågvingat innebär att vingen på ett flygplan eller annan luftfarkost är placerade lågt i förhållande till flygplankroppens höjd. Ett exempel på ett lågvingat flygplan är Piper PA-28.
- Midvingat är ett flygplan eller annan luftfarkost där vingen placerats centralt i förhållande till flygplankroppens höjd. Ett exempel på några midvingade flygplan är Brewster Buffalo och MiG-17.
- Högvingat är ett flygplan eller annan luftfarkost där vingen placerats högt i förhållande till flygplankroppens höjd. Ett exempel på ett högvingat flygplan är Cessna 172.
- Parasollvingat är ett flygplan med vingen monterad ovanför flygplanskroppen.
- Flygplan med Nosvinge har en större vinge baktill och en mindre framtill, tvärt emot vad som är vanligt på både sportflygplan och passagerarflygplan. I allmänhet har flygplan med nosvinge och propeller också motorn placerad baktill så att den "trycker" fram planet genom luften. Nosen och kabinen kan därmed göras mer strömlinjeformade vilket ger lägre luftmotstånd och god bränsleekonomi. Dessutom bidrar nosvingen till flygplanets lyftkraft genom att trycka upp nosen istället för att som på vanliga plan trycka ner stjärten för att hålla planets tyngdpunkt och lyftkraft i balans, vilket också förbättrar bränsleekonomin.Dock är det svårt att utforma ett flygplan med nosvinge och vingklaffar som kan hålla balansen in längdled då klaffarna fälls ut och vingarnas lyftkraft förändras. Av denna anledning saknar de flesta sportflygplan med nosvinge vingklaffar och har därför jämförelsevis högre start- och landningshastighet än flygplan med stjärtparti och stabilisator bak. Många jaktflygplan använder sig av datorstyrda nosvingar för att öka sin manöverduglighet, JAS 39 Gripen används här som exempel.
- En Flygande vinge är ett flygplan som i stort sett bara är en enda vinge. Beroende på vingens storlek kan motor, kabin, lastutrymme med mera inrymmas i vingen eller i strömlinjeformade utbuktningar på densamma. Tack vare avsaknaden av stjärtparti och flygkropp har flygande vingar lågt luftmotstånd och därmed god bränsleekonomi. Dock tåler de inte större förflyttningar av tyngdpunkten i längdled då de i allmänhet saknar stabiliteten hos ett plan med stjärt och stabilisator eller nosvinge. Bland annat nordamerikanen Jack Northrop och de tyska bröderna Walter och Reimar Horten experimenterade med flygplan av denna typ, vilket ledde till farkoster såsom Horten Ho-229, och Northrops YB-35, YB-49 och B-2 spirit.

Exempel på olika flygplanskonstruktioner
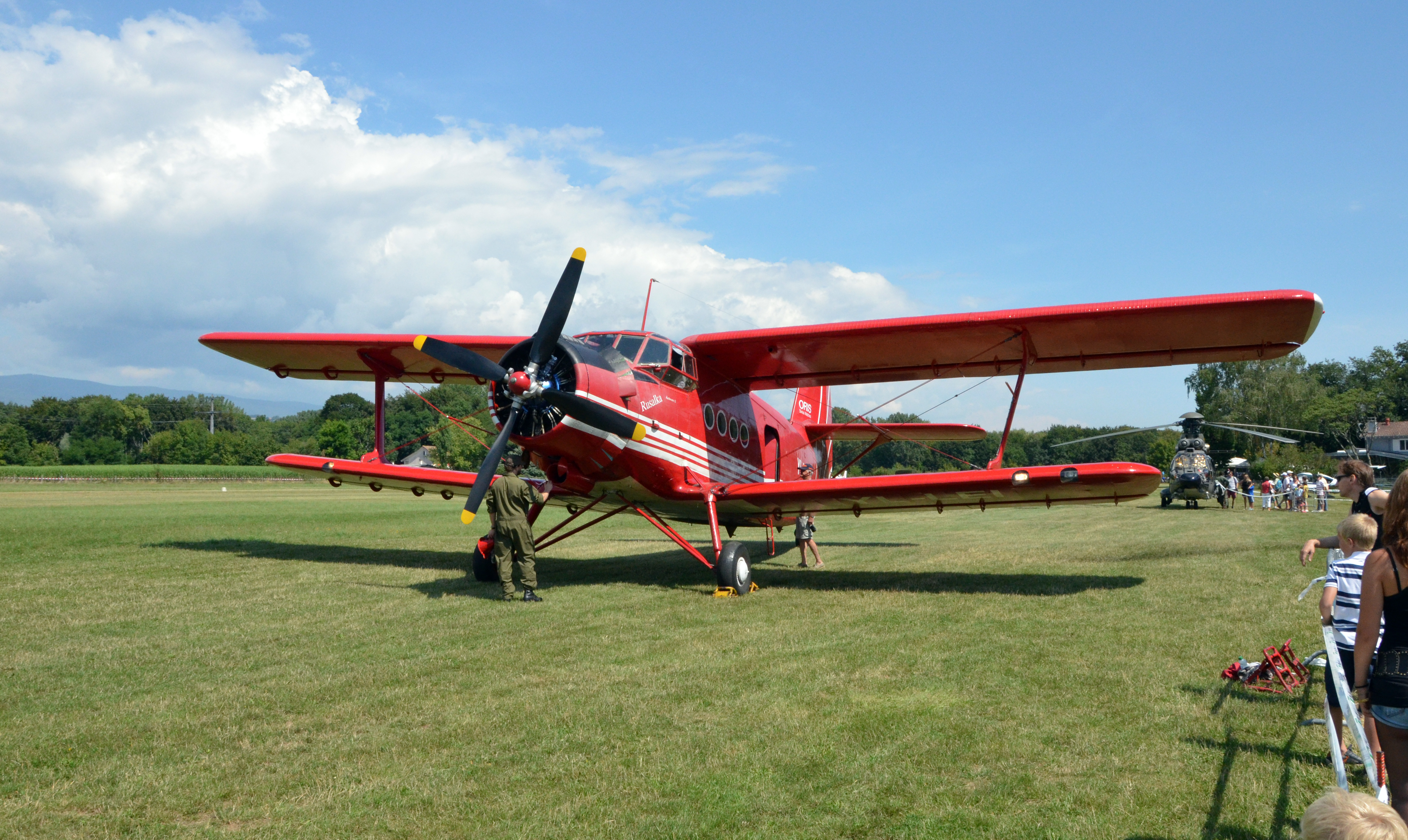
Antonov An-2, exempel på biplan.
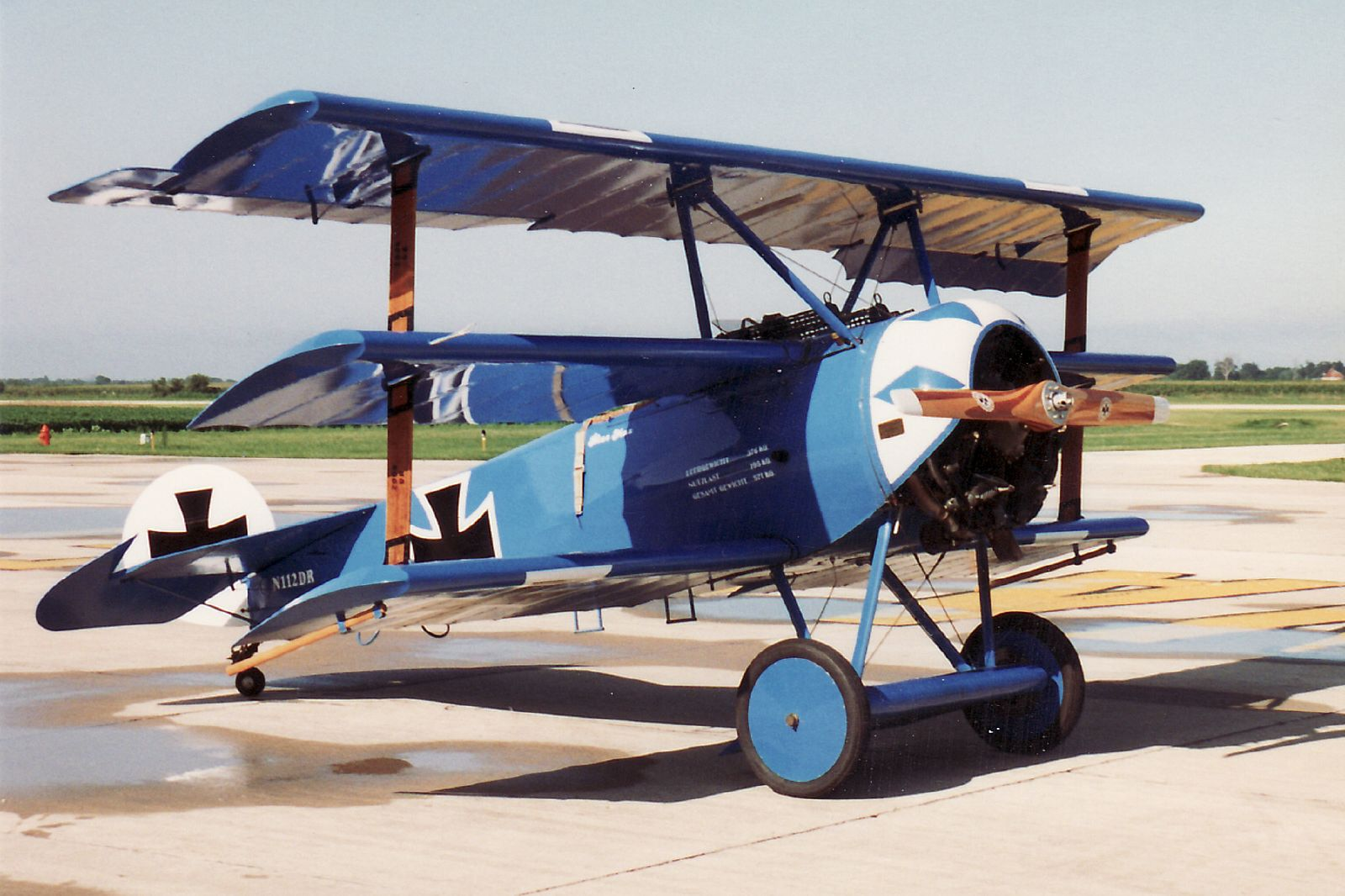
Fokker Dr.I, exempel på triplan.
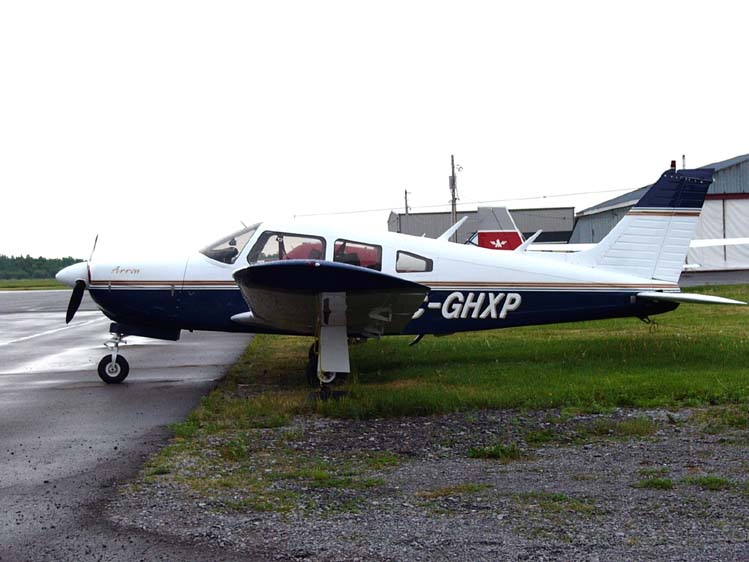
Piper PA-28, exempel på lågvingat monoplan.
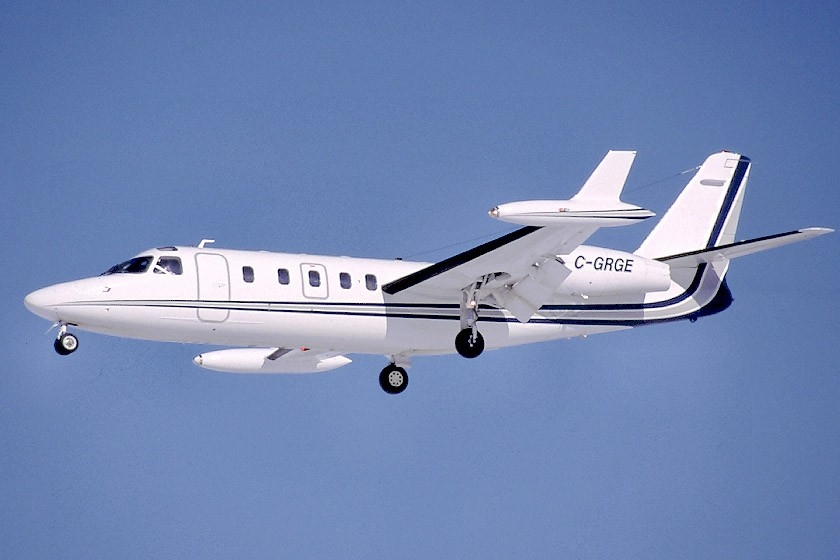
IAI Westwind, exempel på midvingat monoplan.
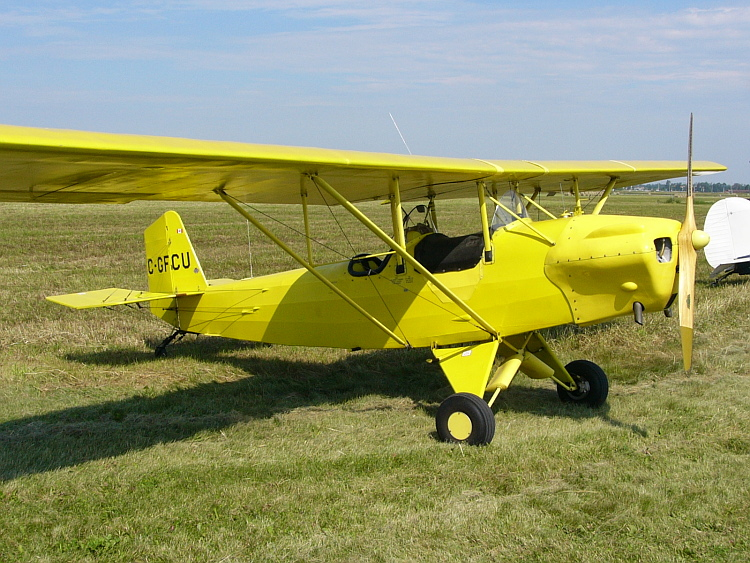
Pietenpol Air Camper, ett parasollvingat flygplan.
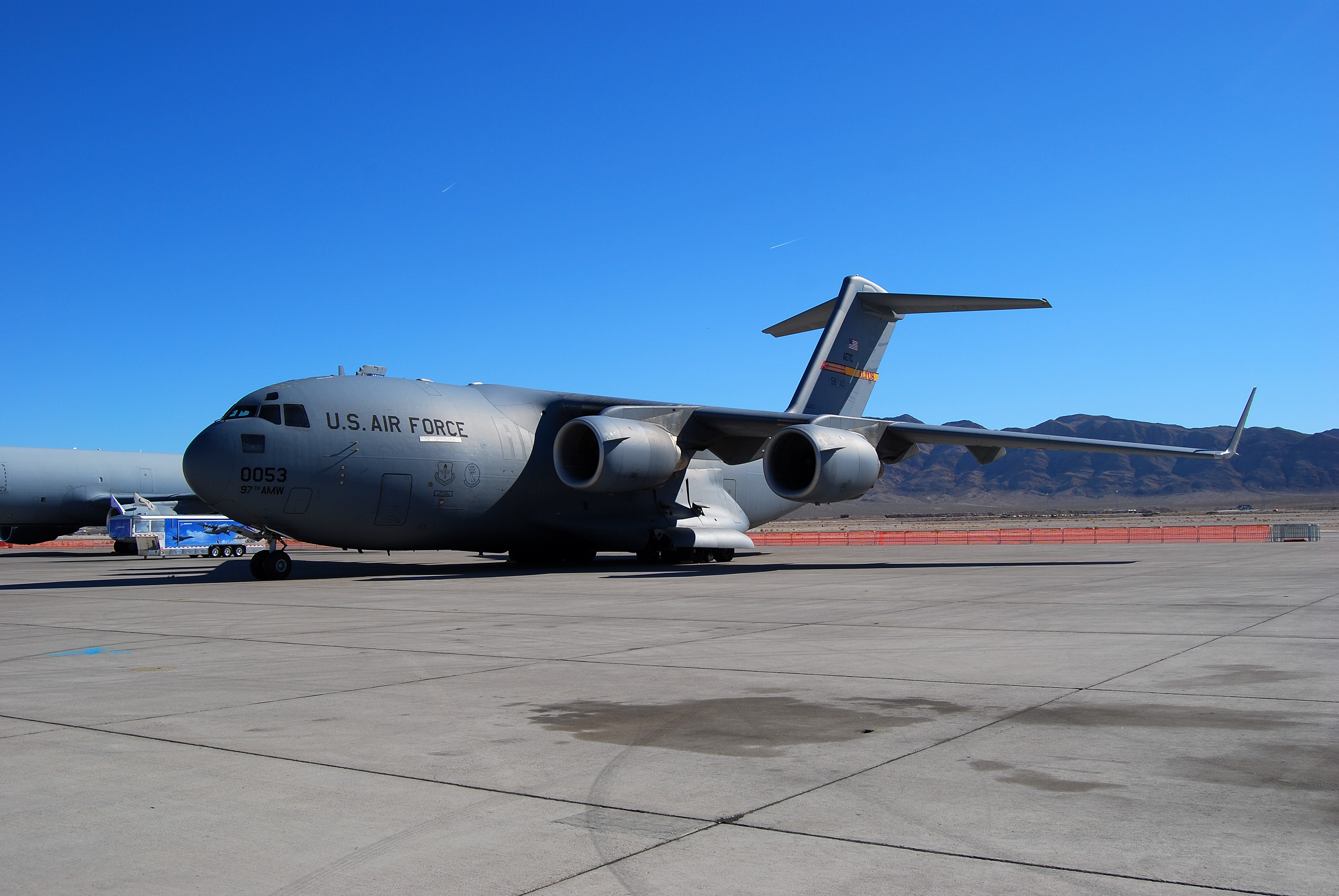
Boeing C-17 Globemaster III, exempel på högvingat monoplan med T-stjärt.
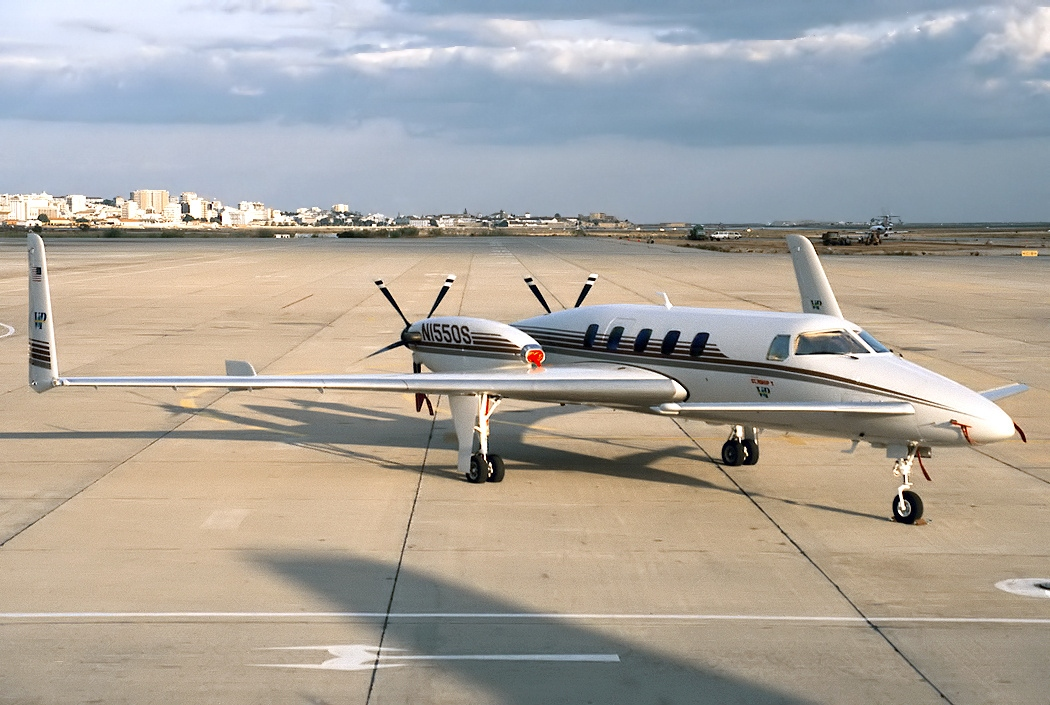
Beechcraft Starship, ett lågvingat monoplan med nosvinge.
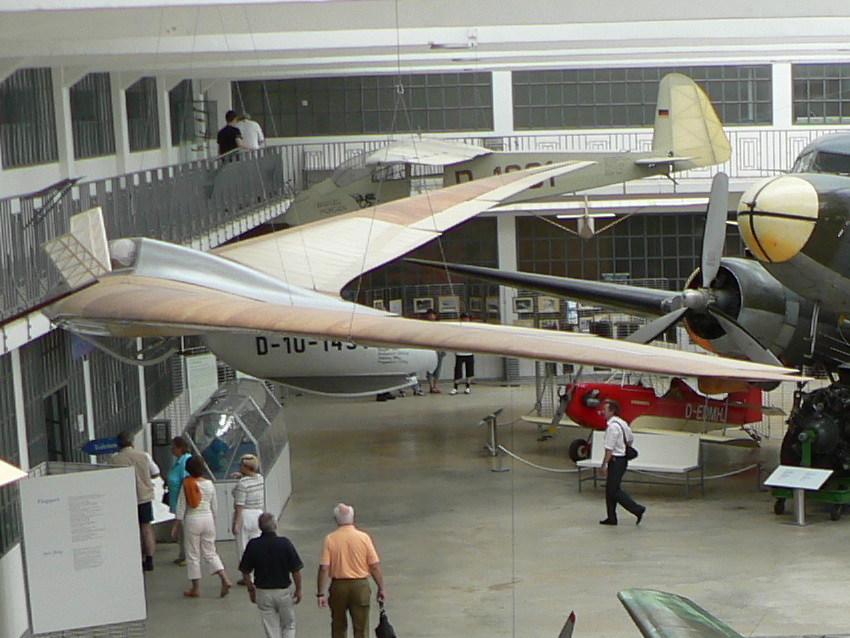
Horten IV, ett segelflygplan av typen flygande vinge. Utbuktningen undertill ger ökat benutrymmer för piloten som inryms i liggande ställning för att hålla luftmotståndet nere.
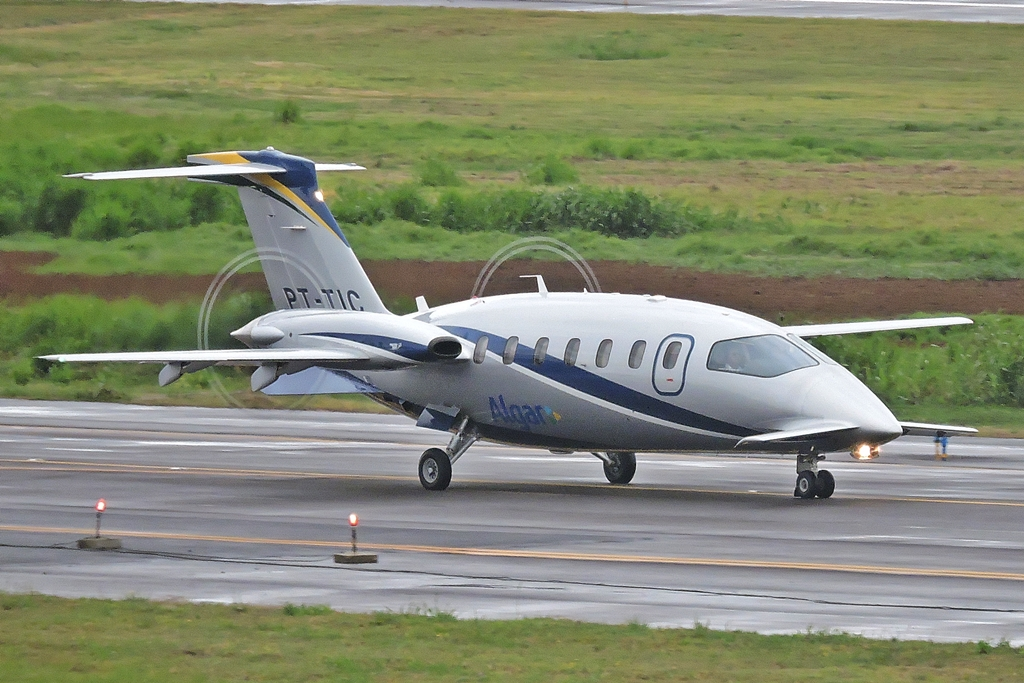
Piaggio P.180 Avanti, ett midvingat monoplan med nosvinge och T-stjärt. Detta är ett ytterst sällsynt exempel på flygplan som använder både en nosvinge och en traditionell stjärt.
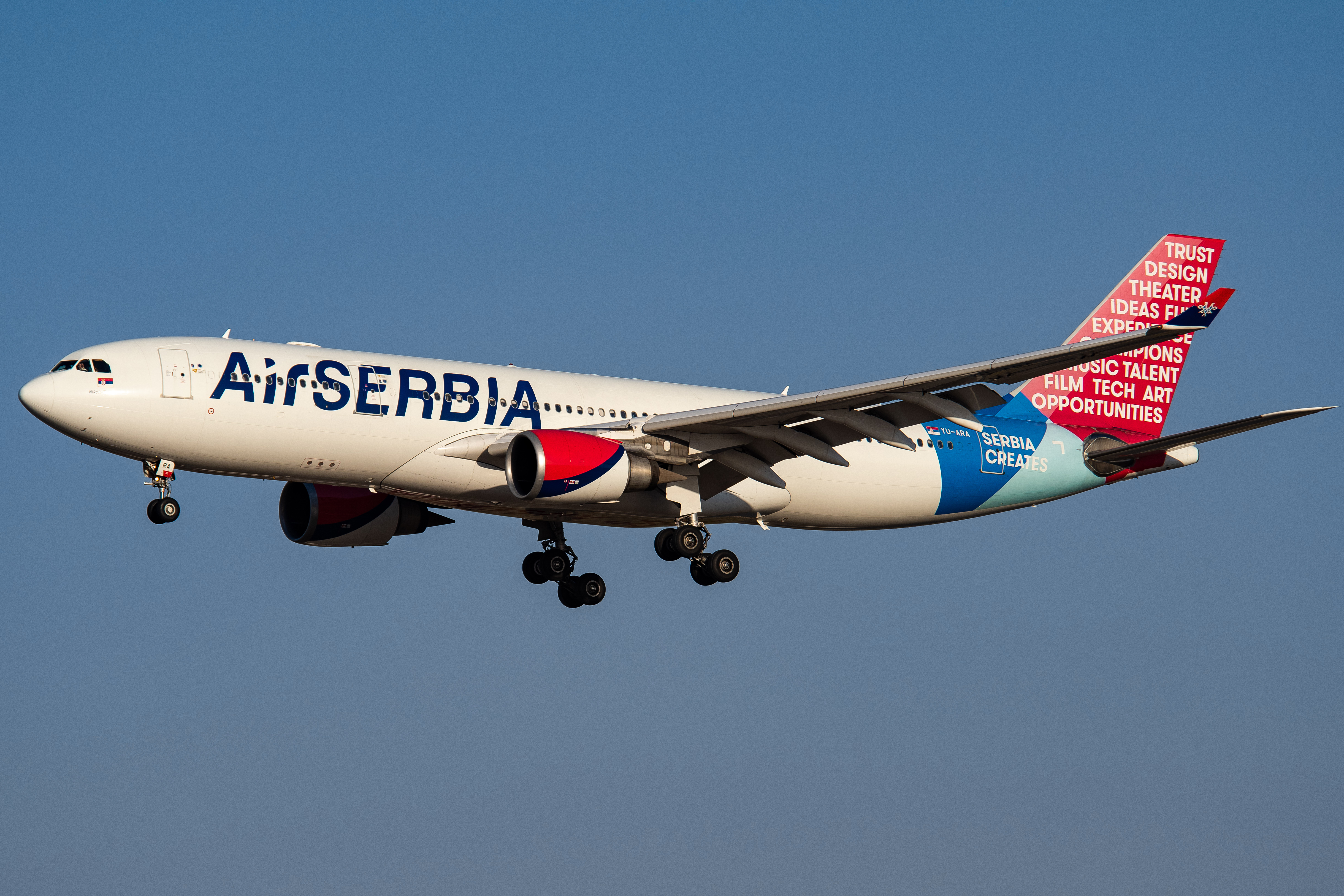
Airbus A-330, exempel på passagerarflygplan.
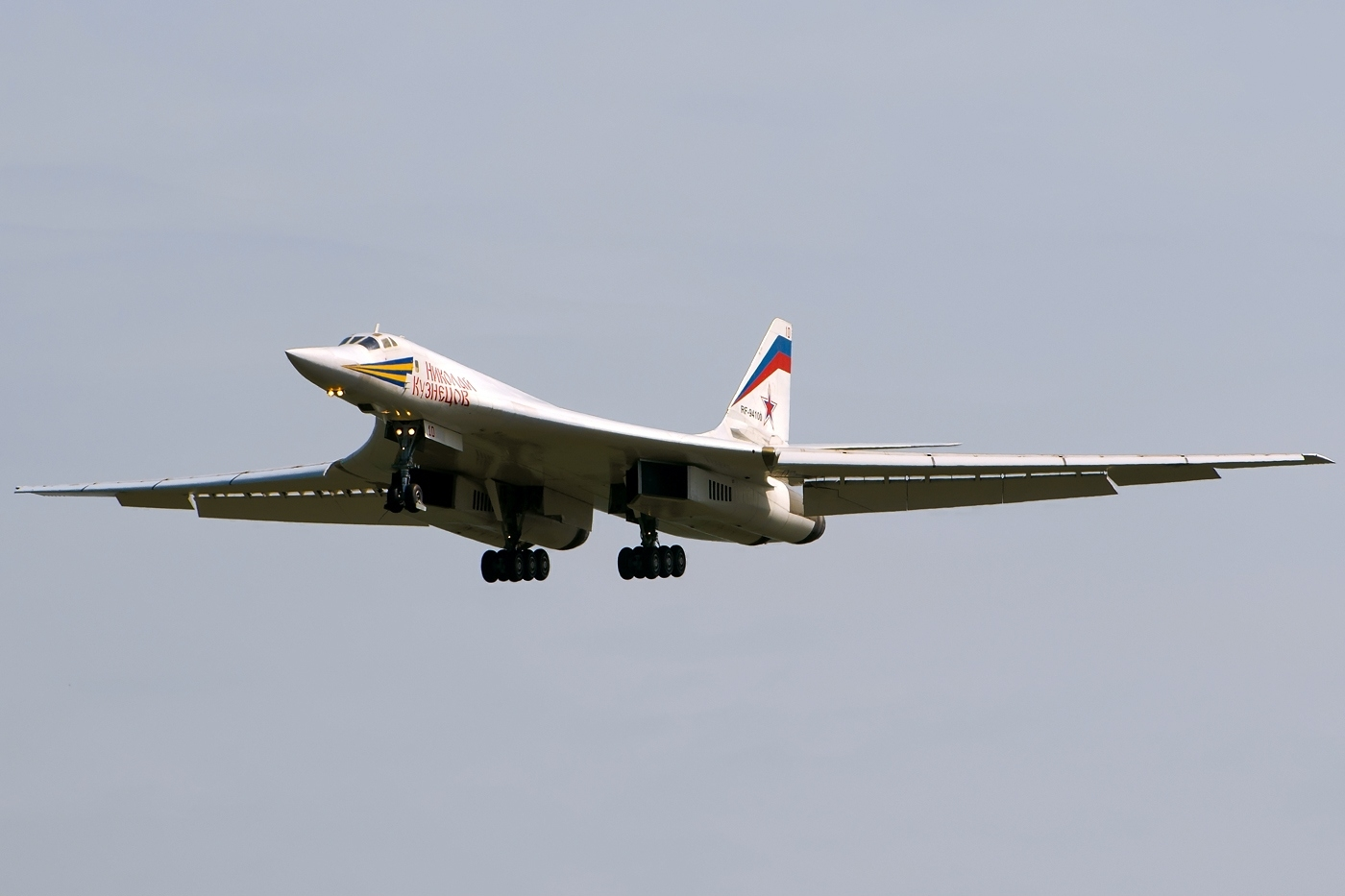
Tu-160, exempel på bombplan.
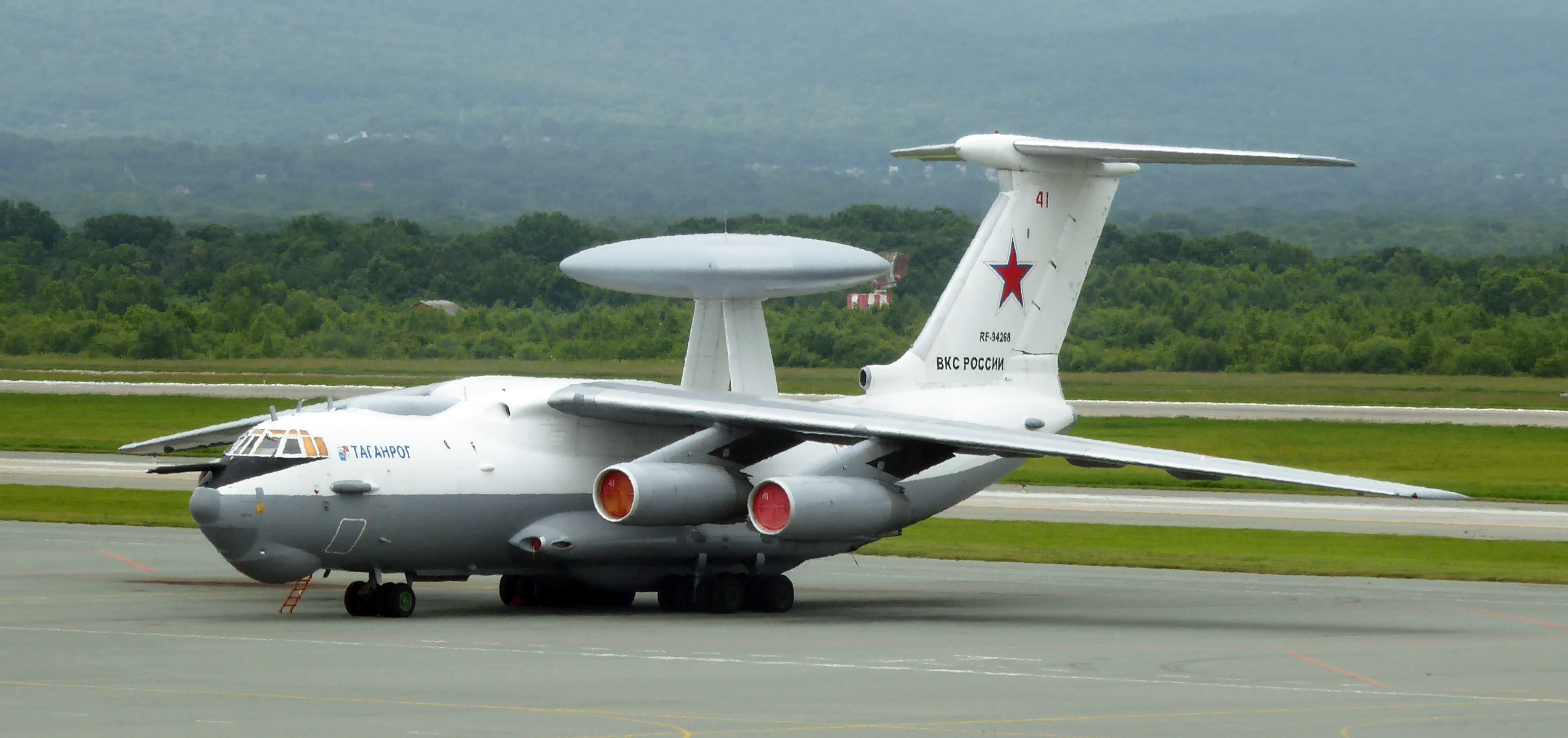
Beriev A-50, exempel på AWACS-flygplan.